# Огуннийи, Абиодун
Олаватимилехи́н Абиоду́н Огуннийи́ (англ. Olawatimilehin Abiodun Ogunniyi; род. 20 декабря 2001, Ибадан, Нигерия) — нигерийский футболист, полузащитник клуба «Спартак Юрмала», выступающий на правах аренды за клуб «Ауда».

## Карьера
Воспитанник академии «VIA». Дебютировал в НПФЛ за «Саншайн Старз» в матче против «Абиа Уорриорз» в ноябре 2019 года.
В начале 2021 года стал игроком юрмальского «Спартака». Дебютировал в Высшей лиге Латвии в марте 2021 года в матче против «Даугавпилс». В Кубке Латвии дебютировал в августе 2021 года вновь против клуба «Даугавпилс».